# Balakot
Balakot (nepalski: बालाकोट) – gaun wikas samiti w zachodniej części Nepalu w strefie Dhawalagiri w dystrykcie Parbat. Według nepalskiego spisu powszechnego z 2001 roku liczył on 289 gospodarstw domowych i 1530 mieszkańców (826 kobiet i 704 mężczyzn).